# Elisabeth Maria Post

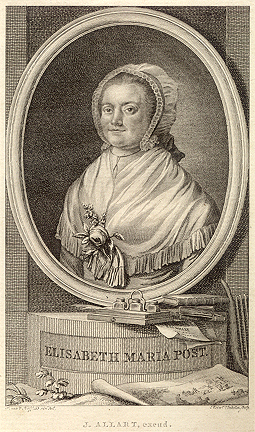
Porträt von Elisabeth Maria Post, graviert von Reinier Vinkeles (1791–92) basierend auf einer Zeichnung Isaac van't Hoffs.

Elisabeth Maria Post (* 22. November 1755 in Utrecht; † 3. Juli 1812 in Epe) war eine niederländische Schriftstellerin und Übersetzerin.

## Leben
Elisabeth Maria Post wurde als sechstes Kind des Zuckerfabrikanten Evert Post (1719–1787) und dessen Ehefrau Johanna Maria van Romondt (1724–1792) in Utrecht geboren.
Nach dem Bankrott der väterlichen Fabrik 1768 zog die Familie nach Emminkhuizen in die Nähe von Renswoude.
1774 besserte sich die finanzielle Situation der Familie, nachdem der Vater Drost in Amerongen wurde und die Familie ins Drostehaus zog.
Nach dem Tod des Vaters 1787 zog Elisabeth mit ihrer Mutter und ihren beiden Schwestern nach Arnhem zu ihrem Bruder. Im Jahr 1792, nach dem Tod ihrer Mutter, zog Elisabeth mit ihrer ältesten Schwester Adriana Maria nach Velp. 1794 lernte sie Justus Lodewijk Overdorp kennen, einen acht Jahre jüngeren Pastor, den sie am 23. Juli 1794 in Velp heiratete. 1807 zog sie mit ihrem Mann nach Epe wo sie, nach längerer Krankheit, am 3. Juli 1812 verstarb.

## Mitgliedschaften
- Ehrenmitglied der Den Haager Dichtergesellschaft Poesie Kunstliefde Spaart Geen Vlijt (KSGV) (Kunstliebe erspart keinen Fleiß)

## Veröffentlichungen
- 1788: Het land, in brieven (Online; PDF; 1,8 MB; niederländisch)
- 1789: Voor eenzaamen
- 1789: Friedrich Schiller: Don Karlos, Kroonprins van Spanje (Übersetzung)
- 1791: Reinhart, of natuur en godsdienst (Online; PDF; 4,9 MB; niederländisch)
- 1792: Mijn kinderlijke traanen
- 1794: Gezangen der liefde (Online; PDF; 764 kB; niederländisch)
- 1796: Het waare genot des levens, in brieven
- 1807: Ontwaakte zang-lust